# När man skjuter hästar så...
När man skjuter hästar så... (engelska: They Shoot Horses, Don't They?) är en amerikansk dramafilm från 1969 i regi av Sydney Pollack. Manuset skrevs av James Poe och Robert E. Thompson och är baserat på romanen med samma namn av Horace McCoy från 1935. Den fokuserar på en brokig skara människor som under den stora depressionseran är i desperat behov av att vinna ett dans-maraton. 
I huvudrollerna ses bland andra Jane Fonda, Michael Sarrazin, Susannah York, Bruce Dern, Bonnie Bedelia och Gig Young. 
Filmen belönades med National Board of Review Award, och regissören Pollack nominerades till Directors Guild of America Award för "Outstanding Directorial Achievement in Motion Pictures". Gig Young fick både en Oscar och utmärkelsen Golden Globe för bästa manliga biroll; Jane Fonda belönades som bästa kvinnliga huvudrollsinnehavare med New York Film Critics Circle Award; Susanna York fick en Bafta Award för bästa kvinnliga biroll.

## Rollista i urval
- Jane Fonda - Gloria Beatty
- Michael Sarrazin - Robert Syverton
- Susannah York - Alice LeBlanc
- Gig Young - Rocky
- Red Buttons - Harry Kline
- Bonnie Bedelia - Ruby
- Bruce Dern - James
- Allyn Ann McLerie - Shirley
- Robert Fields - Joel Girard
- Michael Conrad - Rollo
- Al Lewis - Turkey
- Madge Kennedy - Mrs. Laydon